# ۱۳۸ (میلادی)
۱۳۸ (میلادی) صد و سی و هشتمین سال تقویم میلادی است.

## درگذشتگان
- ۱۰ ژوئیه - هادریان، امپراتور روم

‎